# Гиоргицминда (Ахалцихский муниципалитет)
Гиоргицминда (груз. გიორგიწმინდა) — село в Грузии, на территории Ахалцихского муниципалитета края (мхаре) Самцхе-Джавахети.

## География
Село находится в южной части Грузии, на левом берегу реки Куры, на расстоянии приблизительно 5 километров (по прямой) к северо-востоку от города Ахалцихе, административного центра муниципалитета. Абсолютная высота — 985 метров над уровнем моря.

## Население
По результатам официальной переписи населения 2014 года, в Гиоргицминде проживало 316 человек (155 мужчин и 161 женщина). В национальной структуре населения грузины составляли 98,4 %, армяне — 1,3 %, русские — 0,3 %.
| Год  | Население, человек |
| ---- | ------------------ |
| 2002 | 473                |
| 2014 | ↘ 316              |